# جون إي. دالكويست
جون إي. دالكويست (بالإنجليزية: John Ernest Dahlquist)‏ هو عسكري أمريكي، ولد في 12 مارس 1896 في منيابولس في الولايات المتحدة، وتوفي في 30 يوليو 1975.

## وصلات خارجية
- جون إي. دالكويست على موقع مونزينجر (الألمانية)